# Lisa de la Motte
Lisa de la Motte (* 16. April 1985) ist eine ehemalige eswatinische Schwimmerin.

## Karriere
De la Motte nahm 2000 im Alter von 15 Jahren an den Olympischen Spielen in Sydney teil. Im Wettbewerb über 100 m Schmetterling erreichte sie Rang 45 von 49 Schwimmerinnen.